# Єлісєєв Віталій Михайлович
Єлісєєв Віталій Михайлович (26 лютого 1950) — радянський академічний веслувальник.
Срібний призер Олімпійських Ігор 1980 року в складі розпашної четвірки без стернового.
Чемпіон світу 1977 (розпашні двійки без стернового), 1981 (розпашні четвірки без стернового) років, срібний призер 1982 року в складі розпашної четвірки без стернового.